# キクチユウジ
キクチ ユウジ は、日本のモデル、実業家。
ファッションブランド「aimai」ディレクター

## 略歴
2017年、Instagramの投稿をきっかけにサロンモデルやポートレートモデルとして活動を始める。
2018年、MVに初出演。
同年にでんぱ組.incの藤咲彩音がデザイナーを務めるブランド「Pzzz」のモデルに起用されたことをきっかけに活動の幅を広げる。
2019年9月、太田プロダクションに所属したことを発表。
2020年、「WEAR」月間ランキング1位を獲得。
2021年10月、ファッションブランド「aimai」を発表。
2022年2月に「aimai」初の展示会を開催し、百貨店に出店する等ブランドを拡大している。

## 出演

### ミュージック・ビデオ
- anemoneyouth「Neons」(2017)
- NO BORDER「君の残像」(2018)
- TearyPlanet「懐色、虚色」(2019)
- くじら「悪者」(2021)

### ブランドモデル
- Pzzz(2018SS)
- Pzzz(2018winter)

### イメージモデル
- とじこみ(吉祥寺セレクトショップ)
- Rem(古着販売サイト)

### 写真集
- サブカル男子好き女子を殺す写真集 vol.3